# Poritia binghami
Poritia binghami är en fjärilsart som beskrevs av Hans Fruhstorfer 1912. Poritia binghami ingår i släktet Poritia och familjen juvelvingar. Inga underarter finns listade i Catalogue of Life.